# Sortino
Sortino is een gemeente in de Italiaanse provincie Syracuse (regio Sicilië) en telt 9023 inwoners (31-12-2004). De oppervlakte bedraagt 93,3 km², de bevolkingsdichtheid is 97 inwoners per km².

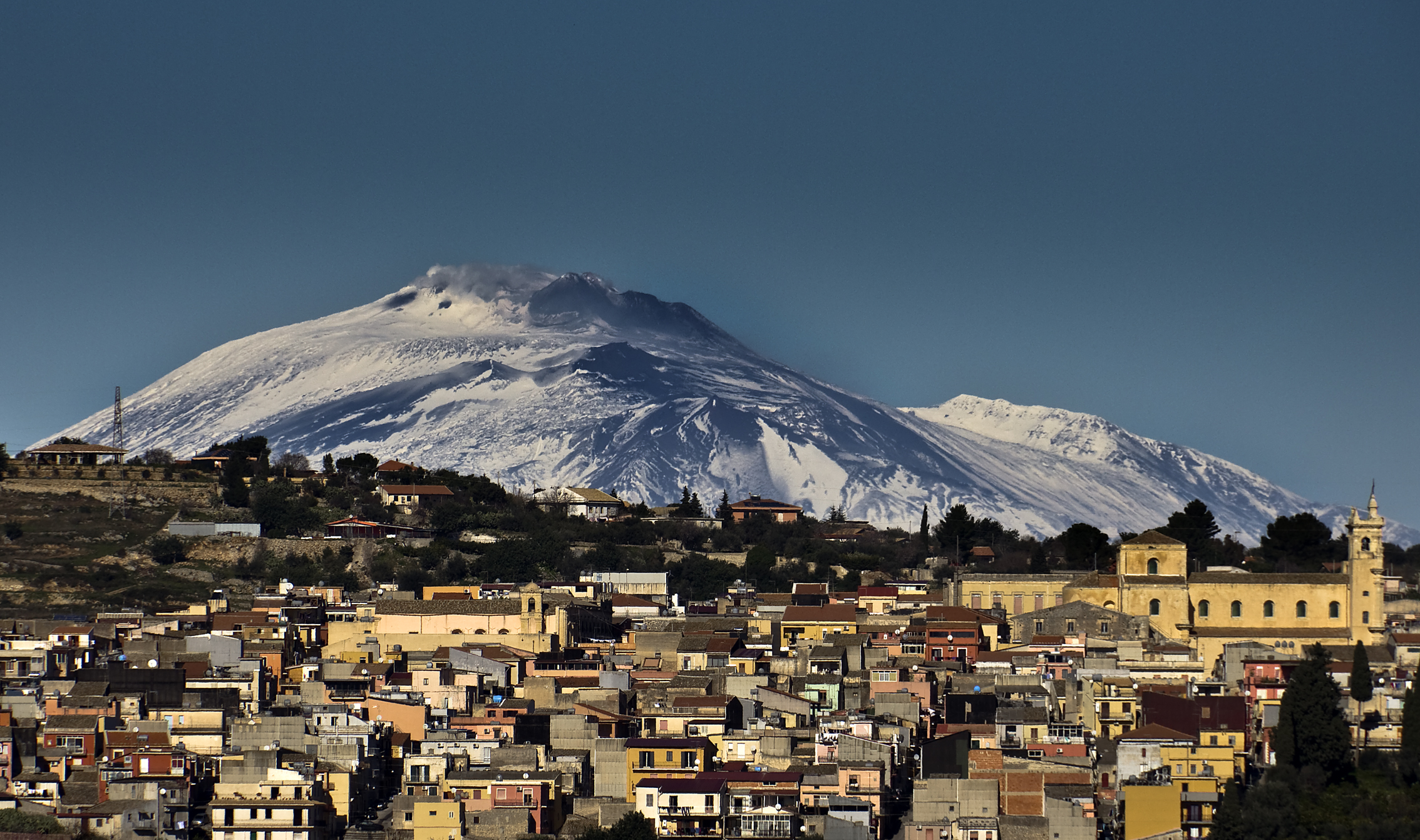
Sortino en de Etna
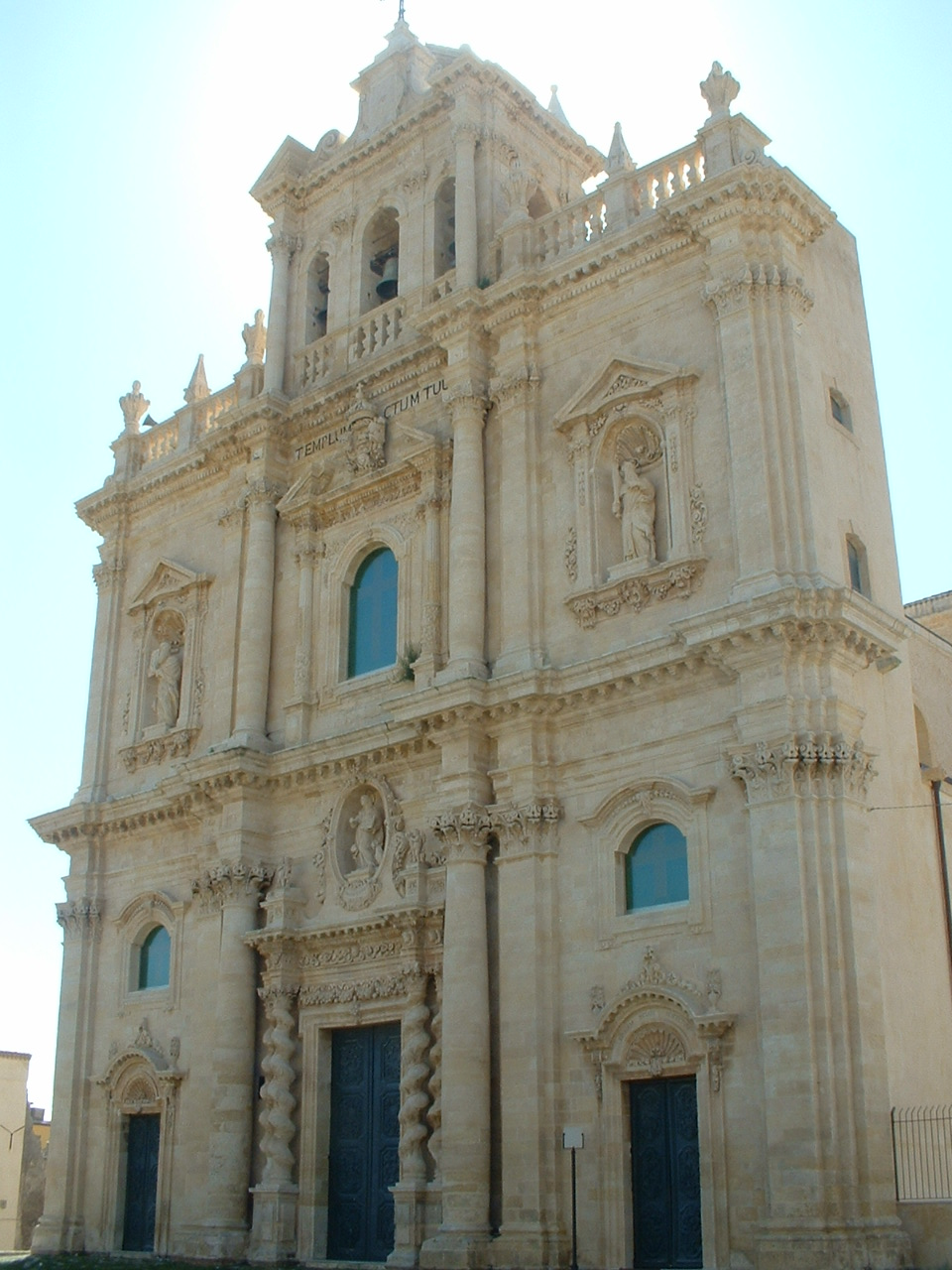
Parochiekerk van San Giovanni, Sortino
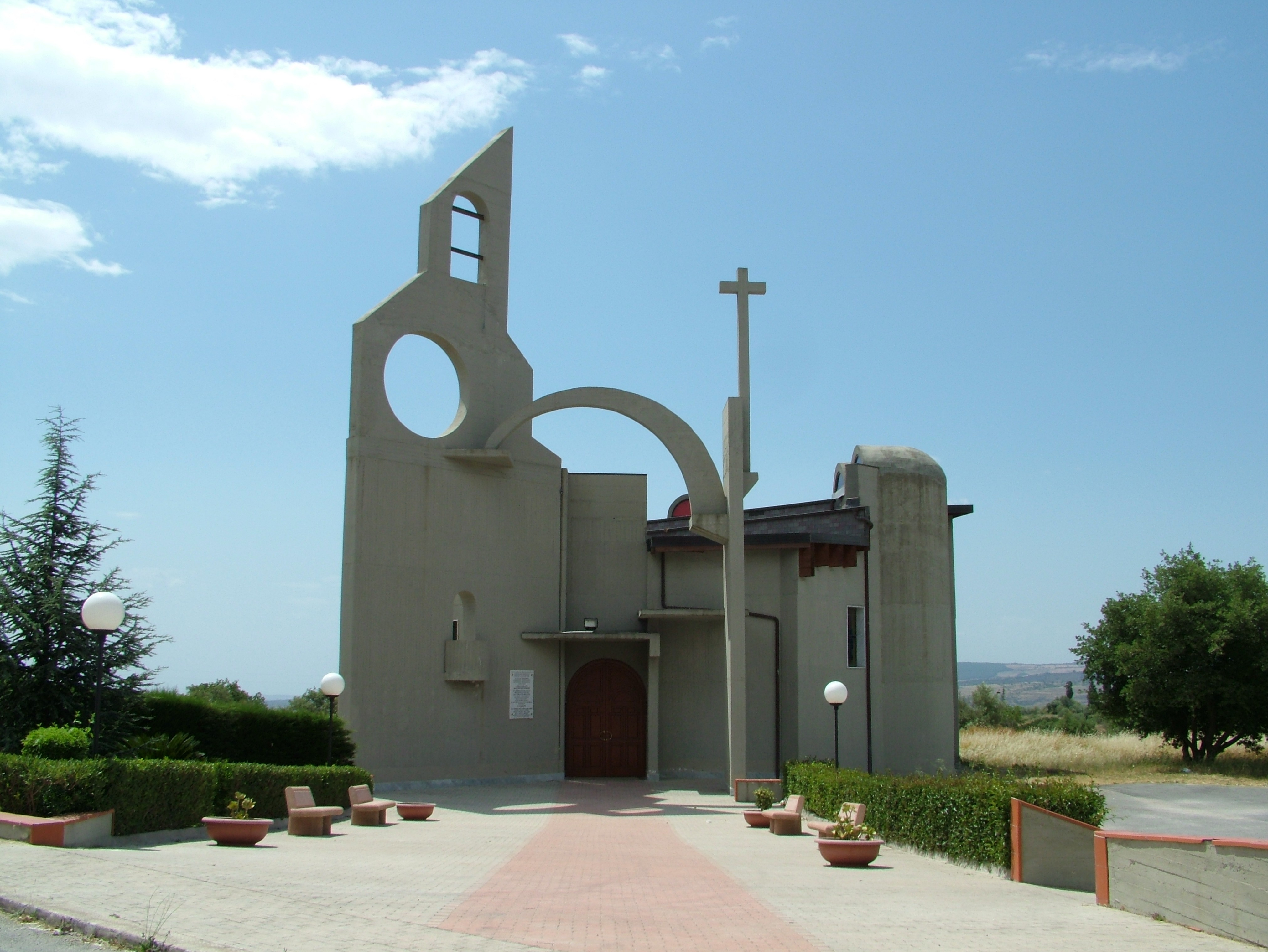
Nieuwe kerk in Sortino

## Demografie
Sortino telt ongeveer 3475 huishoudens. Het aantal inwoners daalde in de periode 1991-2001 met 1,7% volgens cijfers uit de tienjaarlijkse volkstellingen van ISTAT.
| Jaar | Inwoneraantal |
| ---- | ------------- |
| 1991 | 9245          |
| 2001 | 9092          |

## Geografie
De gemeente ligt op ongeveer 438 m boven zeeniveau.
Sortino grenst aan de volgende gemeenten: Carlentini, Cassaro, Ferla, Melilli, Palazzolo Acreide, Priolo Gargallo, Solarino.

## Geboren
- Vito Mangiamele (1827-1897), wiskundig wonderkind
- Carmelo Raiti (1917-1941), gevechtspiloot